# Augusta Louise zu Stolberg-Stolberg

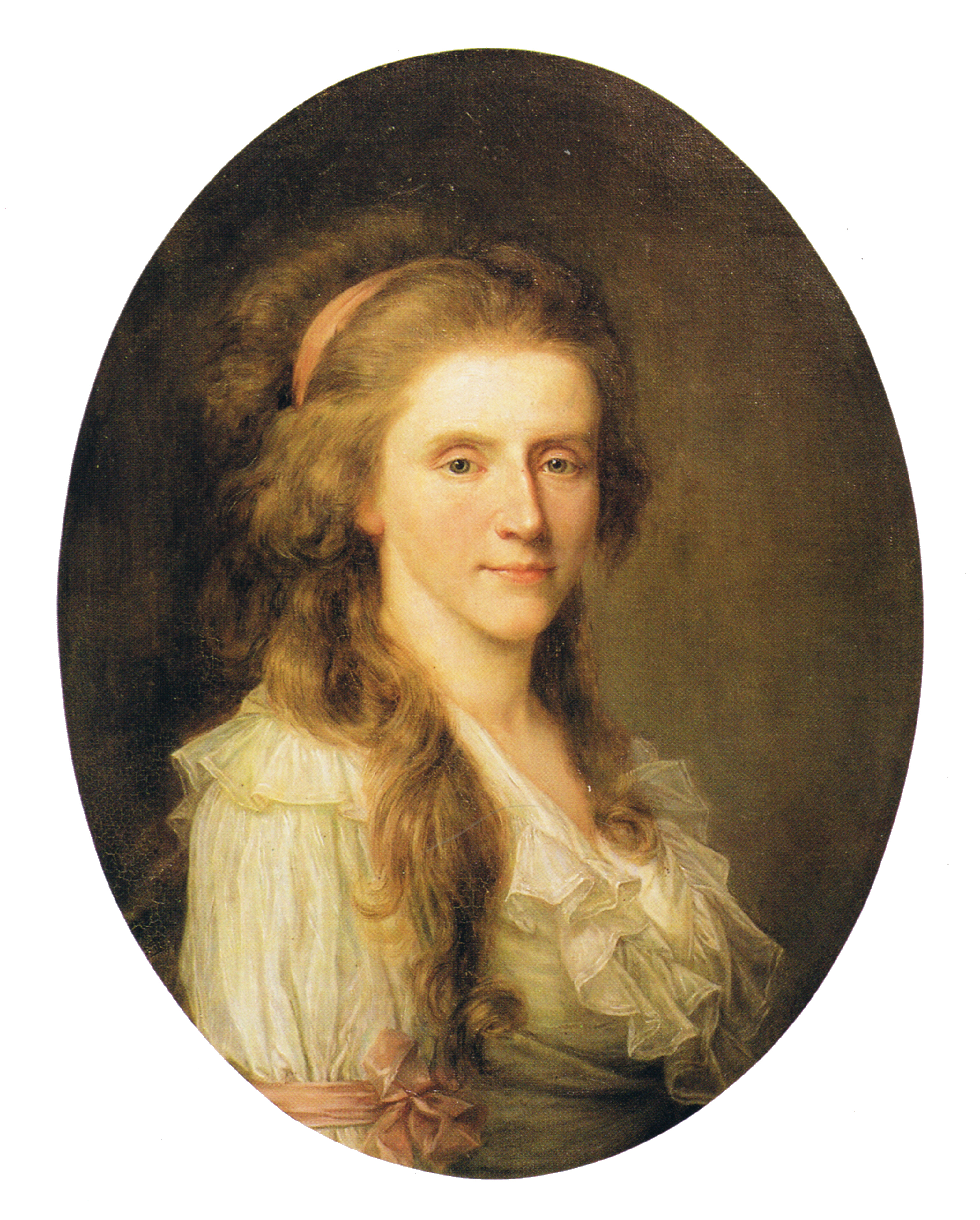
Augusta Louise zu Stolberg-Stolberg

Gräfin Augusta Louise zu Stolberg-Stolberg (* 7. Januar 1753 in Bad Bramstedt; † 30. Mai 1835 in Kiel) wurde durch ihren regen Briefwechsel mit dem Dichter Johann Wolfgang von Goethe bekannt und ging als Goethes Gustchen in die Literaturgeschichte ein.

## Leben
Sie war die jüngere Schwester von Goethes Freunden Graf Friedrich Leopold zu Stolberg-Stolberg („Fritz“) und Graf Christian zu Stolberg-Stolberg. Mit 17 bezog sie eine kleine Wohnung in dem adligen Kloster Uetersen, einem Stift für unverheiratete höhere Töchter, und lebte dort von 1770 bis 1783 zusammen mit der 15 Jahre älteren Baronesse Metta von Oberg. 1775 begann sie nach der Lektüre von Die Leiden des jungen Werther anonym einen Briefwechsel mit dem jungen Goethe, der bis 1782 fortgeführt wurde. Persönlich lernten sie sich niemals kennen. Goethes Briefe, die ersten an die „theure Ungenannte“, die späteren an „Gustgen“ adressiert, hinterließ sie Franz Hermann Hegewisch, der sie 1839 veröffentlichen ließ.
Auch ansonsten war sie eine rege Schreiberin. „Augusta – vom Morgen bis in Abend laufen die Depeschen bey ihr ein, wie bey einem Staatsminister, und werden sorgfältiger abgefertigt, als in einer Canzelley“, bemerkte Friedrich Gottlieb Klopstock.
Am 7. August 1783 zog Augusta Louise nach Kopenhagen und heiratete den nach dem Tod ihrer Schwester Henriette († 1782) verwitweten dänischen Staatsminister Andreas Peter Bernstorff. Ihr einziges gemeinsames Kind Karl Andreas Christian (1788–1792) wurde nur vier Jahre alt. 
Nach dem Tod ihres Gatten am 21. Juni 1797 in Kopenhagen lebte Augusta Louise an verschiedenen Orten, vorwiegend bei Verwandten. 
Für mehrere Jahre lebte sie in Bordesholm, ab 1823 in Kiel. Sie pflegte intensiv alte und neue Beziehungen zu Freunden und Verwandten, insbesondere auf Emkendorf und Knoop. So traf sie auf Johann Caspar Lavater, mit dem sie schon früher korrespondiert hatte. Dieser widmete ihr 1794 24 kurze Vorlesungen über die Geschichte Josephs, des Sohnes Israel. Matthias Claudius schrieb zu ihrem Andenken das Frühlingslied Heute will ich fröhlich sein. Bis zu ihrem Lebensende war Augusta Louise im religiösen Sinne mit dem Kieler Pastor Claus Harms verbunden. Nach 40-jähriger Pause schrieb sie im Oktober 1822 noch einmal aus Bordesholm einen Brief an Goethe in Weimar (Meine Adresse ist: in Bordesholm).
Augusta Louise zu Stolberg starb am 30. Mai 1835 auf der Seeburg in Kiel. 
Ihre letzte Ruhestätte fand sie an der Seite ihres Mannes auf dem Bernstorffschen Gut Dreilützow in Wittendörp in Mecklenburg-Vorpommern.
Nach ihr wurde die Rose Augusta Luise benannt.